# نوراشن (آراگاتسوتن)
نوراشن (به ارمنی: Նորաշեն) یک روستا است در ارمنستان که در استان آراگاتسوتن واقع شده‌است.  در  کیلومتری شمال آشتاراک، مرکز استان آراگاتسوتن واقع شده است.

## خصوصیات
نوراشن ۱٬۱۴۱ نفر جمعیت دارد و در ارتفاع  متر بالاتر از سطح دریا قرار گرفته است.